# سميع الحق
مولانا سميع الحق (بالأردوية: مولانا سمیع الحق)‏ وُلد يوم 18 كانون الأول/ديسمبر 1937 وتوفي في الثاني من شرين الثاني/نوفمبر 2018، هو رجل دين باكستاني وعضو سابق في مجلس الشيوخ الباكستاني أيضًا. عُرف على نطاق واسع باعتبارهِ الوالد المؤسس لجماعة طالبان في باكستان.
شغلَ منصب عضو في مجلس الشيوخ في باكستان في الفترة من 1985 إلى 1991 ومرة أخرى في الفترة من عام 1991 إلى عام 1997.

## الحياة المُبكّرة
وُلد سميع الحق في 18 كانون الأول/ديسمبر 1937 في قرية أكورة خطاك وهي قرية تابعة لمقاطعة تقعُ على الحدود الشمالية الغربية من الراج البريطاني (خيبر بختونخوا في باكستان الآن). والده هوَ مولانا عبد الحق الذي تلقّى تعليمه في دار العلوم ديوبند في الهند. بدأ سميع تعليمه في 1366 هـ (1946 أو 1947 م) في دار العلوم حقانية التي أسسها والده حيثُ درسَ هناك الفقه وأصوله، الأدب العربي، المنطق، قواعد اللغة العربية ثمّ التفسير والحديث. كان ضليعًا في التحدث باللغة العربية كما كان يُتقنُ الأردية وهي اللغة الوطنية في باكستان وكذا البشتوية التي تعد بمثابة لغة إقليميّة.
خلال زيارة السفير الأميركي في باكستان ريتشارد جي أولسون في تموز/يوليو 2013 لمناقشة الوضع في المنطقة التقى بسميع الذي أخبرهُ أنّه يتعاطف مع طالبان قائلا: «امنحهم سنة واحدة فقط وسوف يجعلون دولة أفغانستان سعيدة ... كل الأفغانيون سيقفون مع طالبان بمجرد مغادرة الأميركيين؛ كل هذا سوف يحدث في غضون عام ... طالما أنتم هناك فالأفغان سيقاتلونكم من أجل الحرية» ثمّ واصل: «إنها حرب من أجل الحرية ولذا فهي لن تتوقف قبلَ مغادرة الغرباء والأجانب.»

## المسيرة المهنية
يُعتبر سميع الحق «أب طالبان» وذلكَ لأن العلاقة بين الطالب والمعلم تُشبه العلاقة بين الأب والطفل. لدى سميع علاقات وثيقة مع زعيم إمارة أفغانستان الإسلامية الملا محمد عمر. كانَ سميع الحق مستشار دار العلوم حقانية في ديوبندي وهي من بينِ دور العلوم الإسلامية التي تخرّج منها العديد من أعضاء طالبان. شغل الحق منصب رئيس مجلس الدفاع الباكستاني كما حقّق حزبه السياسي العديد من الانتصارات طوال فترة رئاسة له.
شغل أيضًا منصبَ عضو في مجلس الشيوخ في باكستان. شكّل في وقتٍ لاحق جبهة تحالف دينيّة وهو تحالف صغيرة نسبيا كان الهدف منه دعوة الأحزاب السياسية إلى المشاركة في الانتخابات العامة عام 2013. بحلول 25 آذار/مارس 2013؛ صدر بيانٌ من الجبهة التي يتزعمها سميع ومما جاء في البيان أن جميع المناصب العليا في الدولة بما في ذلك رئيس الدولة، رئيس مجلس الوزراء، رئيس القضاء ورؤساء القوات المسلحة يجبُ أن يكون في يدِ رجال من أهل السنة والجماعة، كما تحدثت ذات البيان عن إلغاء التعليم المختلط وتدريب جميع المسلمين البالغين على الجهاد.[بحاجة لمصدر]

## الفتوى
منعت حركة طالبان باكستان الّلقاح ضدّ شلل الأطفال باعتبارهِ حرام مما اضطر الناس إلى التوقف عن تحصين أطفالهم. بحلول التاسع من كانون الأول/ديسمبر 2013؛ أصدرَ مولانا سميع الحق فتوى لصالح التطعيم ضد شلل الأطفال حيثُ قال: «التطعيم ضد الأمراض الفتاكة مفيد في الوقاية وفقا لبحث أجراه عشرات الأطباء المتخصصين ... إنّ اللقاحات التي تستخدم ضد هذه الأمراض ليست بوسيلة ضارة.»

## الاغتيال
اغتيل سميع الحق في الثاني من تشرين الثاني/نوفمبر 2018 في منزله في بحرية تاون بروالبندي. لم يُعرف الفاعل ولا السبب ولكن حسب ما تداولتهُ بعض وكالات الأنباء فإنّ المهاجم قد طعن سميع عدّة مرات في مناطق مختلفة من جسمه مما تسبّب في وفاته.